# Lenart pri Gornjem Gradu
Lenart pri Gornjem Gradu je naselje v Občini Gornji Grad.
Naselje je bilo leta 1955 preimenovano na osnovi Zakona o imenovanju naselij in označevanju trgov, ulic in zgradb iz leta 1948. Tako kot preimenovanje mnogih drugih krajev po Sloveniji v povojnem času je bilo tudi preimenovanje Svetega Križa del obsežne kampanje oblasti, da se iz toponimov slovenskih krajev odstranijo vsi religiozni elementi.